# ПП-19
ПП-19 «Бізон» — пістолет-кулемет, розроблений в 1993 році Віктором Михайловичем Калашниковим (сином конструктора М. Т. Калашникова) і Олексієм Драгуновим (сином Є. Ф. Драгунова). Зброя була створено на замовлення МВС на основі конструкції автомата Калашникова АКС-74У (від якого запозичені ствольна коробка і до 60 % інших деталей), однак автоматика працює за рахунок енергії віддачі вільного затвора. Відмінною особливістю цього пістолета-кулемета є циліндричний підствольний магазин ємністю до 64 патронів. Дуловий зріз ствола оснащений компактним полум'ягасником з двома широкими прямокутними вікнами. ствольна накладка пластмасова.

## Варіанти
- Бізон-1 — варіант з мушкою від гвинтівки СВД, секторних прицілом з трьома поділами на 50-100-150 м, рукояттю взведення затвора праворуч і складним вліво прикладом від АКС-74У. Пістолетна рукоять — стандартна, від АКС-74У (з коричневої пластмаси);[6]
- Бізон-2 — варіант під патрони 9 × 18 мм ПМ і 9 × 18 мм ПММ (модернізований патрон підвищеної пробивальності), має мушку від автомата Калашникова, секторний приціл з трьома поділами на 50-100-150 метрів, рукоять взведення затвора справа і складаний вліво приклад від АКС-74У. Пістолетна рукоять — від автоматів Калашнікова «100-й серії» (з чорного поліаміда);[6]
- Бізон-2Б — варіант з глушником.[6]
- Бізон-2-01 — під патрон 9×19 мм Парабелум;
- Бізон-2-02 — під патрон 9 × 17 мм;
- Бізон-2-03 — з інтегрованим глушником під патрон 9 × 18 мм;
- Бізон-2-04 — самозарядний варіант під патрон 9 × 18 мм;
- Бізон-2-05 — самозарядний варіант під патрон 9 × 19 мм;
- Бізон-2-06 — самозарядний варіант під патрон 9 × 17 мм;
- Бізон-2-07 — під патрон 7,62 × 25 мм ТТ (при використанні 32-зарядних коробчастих магазинів на пістолет-кулемет необхідно встановити цівку);
- Бізон-3 — варіант з мушкою від автомата Калашникова, діоптричний приціл, складаний вгору приклад і можливість установки глушника. Зведення затвора забезпечує виступ на верхній частині ствольної коробки.[6]
- Короткоствольна службова зброя «КСВ-1» — дослідний зразок самозарядної модифікації ПП-19 для приватних охоронних структур під патрон 9×17 мм (з 10-зарядним коробчатим магазином). Як службова зброя не сертифікований, серійно не випускався[7].

## Бойове застосування

### Російсько-українська війна
Поблизу населеного пункту Димер на Київщині спецпризначенці ГУР МО України знищили колону Росгвардії. Залишені окупантами в розбитих машинах документи 748 окремого батальйону оперативного призначення Росгвардії (в/ч 6912, м. Хабаровськ) серед яких був атестат з переліком наявної в підрозділі зброї. В переліку було названо, зокрема, пістолет-кулемет ПП-19-01 «Витязь-СН».